# Coriariaceae
Famille
Genre
Classification APG III (2009)
Les Coriariaceae sont une famille de plantes à fleurs dicotylédones composée d'un seul genre, Coriaria (famille monotypique), qui comprend lui-même 15 espèces .
Ce sont des arbustes (parfois de petits arbres) des régions tempérées chaudes, subtropicales à tropicales, originaires du bassin méditerranéen, du Moyen-Orient, de la Nouvelle-Guinée, de Nouvelle-Zélande ou d'Amérique du Sud.
Quelques espèces sont cultivées comme plantes ornementales, mais le feuillage et les fruits sont très toxiques.

## Étymologie
Le nom vient du genre type Coriaria, dérivé du latin corium, cuir, est un substantif féminin attesté chez Pline et Dioscoride, qui désignait dans la Rome antique, une plante utilisée par les tanneurs pour corroyer les peaux.

## Classification
La Classification de Cronquist met cette famille dans l'ordre des Ranunculales.
La classification phylogénétique APG III (2009) l'attribue aux Cucurbitales.

## Caractéristiques générales
Les plantes du genre Coriaria sont des arbustes ou des arbrisseaux suffrutescents, dressés ou grimpants, à feuilles persistantes. Les tiges cylindriques, devenant anguleuses, sont ramifiées (ressemblant à des feuilles composées), lenticellées. Les feuilles opposées, distiques (rarement verticillées), pétiolées à sessiles, sont simples, coriaces, pubérulentes à la face abaxiale, aux bords entiers, et à nervation primaire palmée. Les stipules minuscules sont caduques. 
Les inflorescences terminales ou issues de la croissance de la saison précédente, sont des grappes (racémeuses). 
Les fleurs nombreuses, petites, munies de bractées, bisexuées, présentent une symétrie actinomorphe pentamère.
Le calice se compose de 5 sépales imbriqués. La corolle, polypétale, est charnue et persistante sur le fruit.
Les étamines, au nombre de 10, antépétales, sont verticillées, adnées au périanthe, avec des anthères basifixes (rarement dorsifixes), déhiscentes par des fentes longitudinales sur toute leur longueur.
L'ovaire, supère, apocarpe ou conné à la base, se compose de 5 à 10 (voire 12) carpelles aux styles longs. 
Le fruit est une pseudo-drupe ou akène, petit, de 2 à 3 mm de long environ. Les graines, 1 à 10, sont comprimées.

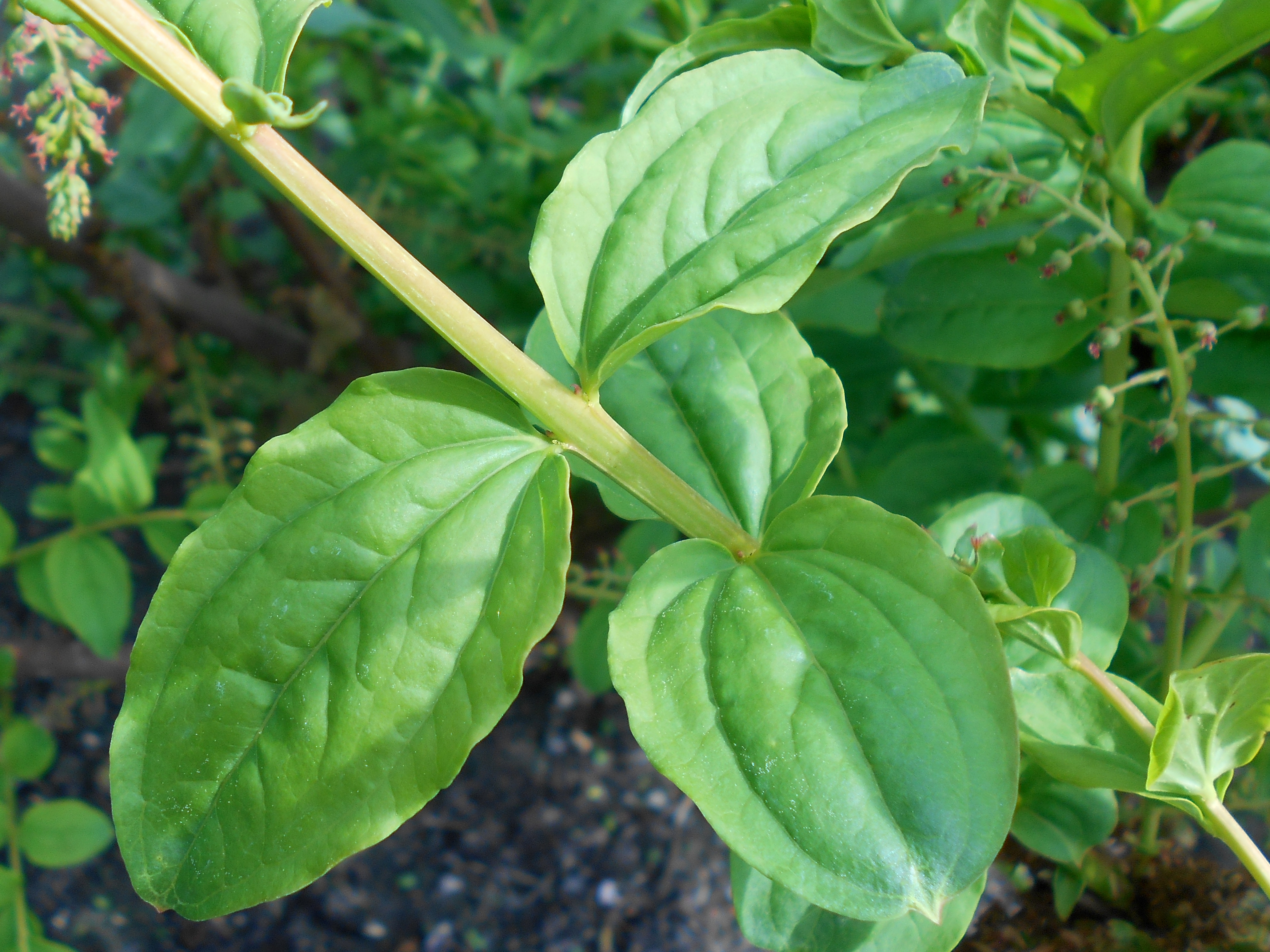
Feuilles de Coriaria nepalensis.
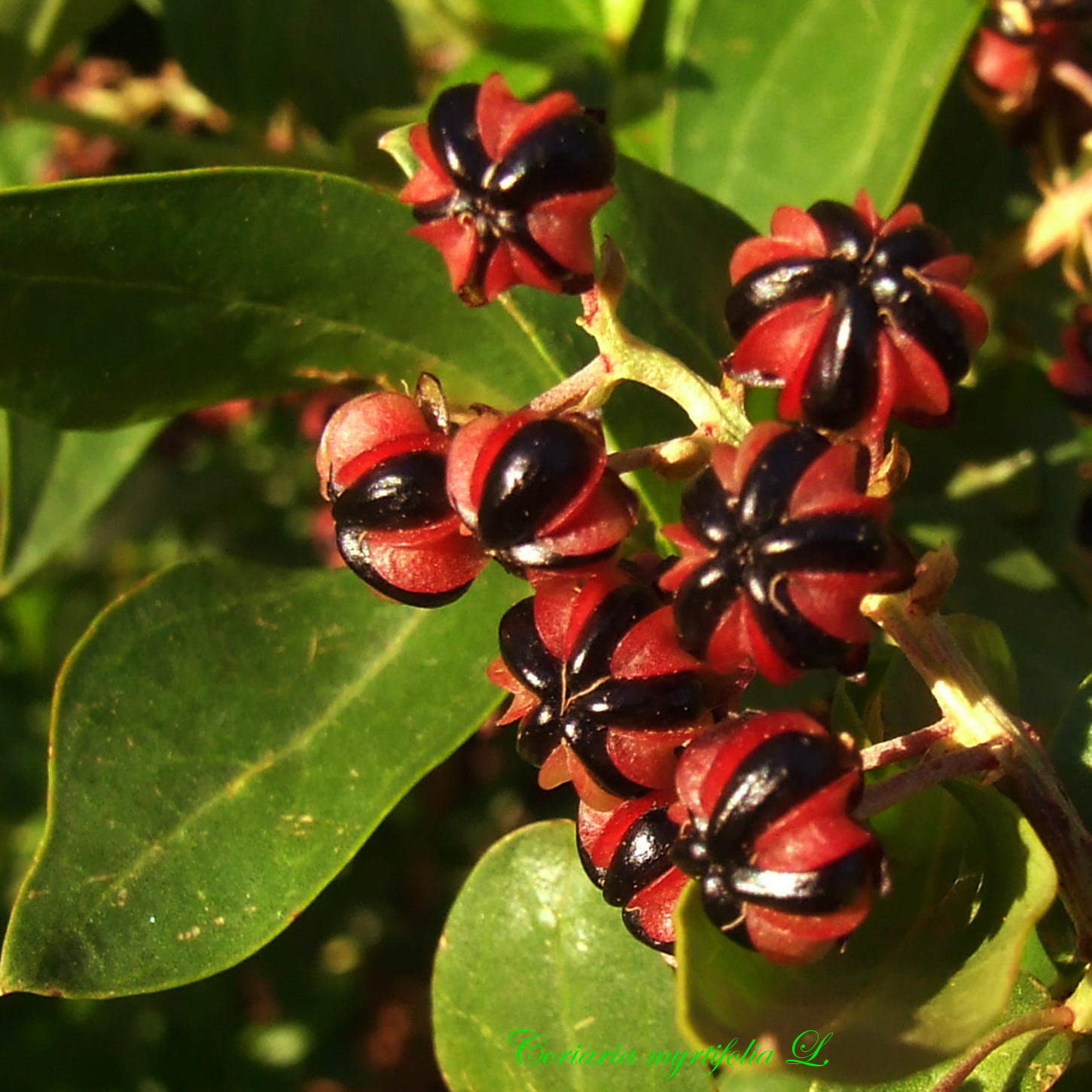
Fruits de Coriaria myrtifolia.
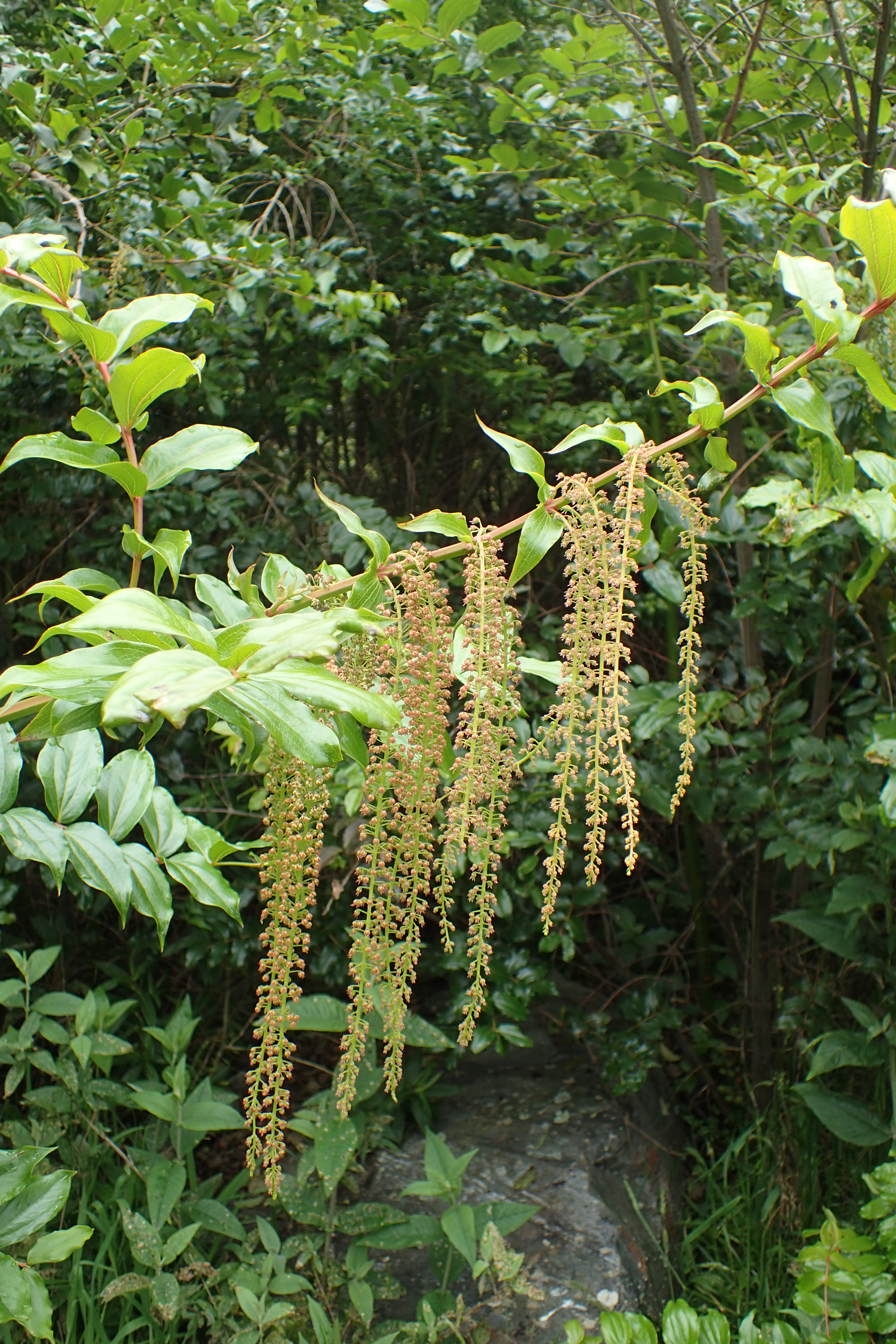
Inflorescences de Coriaria arborea.

## Composition chimique
Les plantes du genre Coriaria contiennent des lactones sesquiterpéniques du type picrotoxine. Ce sont notamment la coriamyrtine, la hyénanchine, la tutine. Ces substances, toxiques pour l'homme et les animaux d'élevage, sont présentes dans toutes les parties de la plante à l'exception de la partie charnue des faux-fruits constituée par les pétales accrescents.
Ce sont des antagonistes de l'acide γ-aminobutyrique. Leur structure moléculaire est proche de celle des sesquiterpènes convulsivants, comme l'anisatine, présents chez les badianes (Illicium ), et de la picrotoxine présente dans la coque du Levant (Anamirta cocculus),.  

## Distribution
La famille des Coriariaceae a une aire de répartition disjointe mais qui touche tous les continents. Neuf espèces sont originaires d'Australasie (principalement en Nouvelle-Zélande, aux îles Chatham et Kermadec, aux Fidji, aux Nouvelles-Hébrides, en Papouasie-Nouvelle-Guinée et aussi aux Samoa), cinq de l'Asie (chaîne de l'Himalaya, Yunnan, Taïwan, Philippines et Japon), une du bassin méditerranéen (France, Espagne, Maroc, Algérie) et une ou deux espèces du continent américain, de 45° de latitude Sud (Patagonie) à 23° de latitude Nord (Mexique), avec un écart de plusieurs centaines de kilomètres entre les populations du Chili les plus septentrionales et celles du Pérou les plus méridionales. 

### En France
La seule espèce présente est Coriaria myrtifolia, le redoul, herbe-aux-tanneurs, ou encore corroyère.
La totalité de la plante est très toxique (mortelle), car elle contient un convulsivant, la coriamyrtine.

## Liste des genres
Selon World Checklist of Selected Plant Families (WCSP) (26 mai 2010), Angiosperm Phylogeny Website (26 mai 2010), NCBI (26 mai 2010) et DELTA Angio (26 mai 2010) :
- genre Coriaria L. (1753)

## Liste des espèces
Selon World Checklist of Selected Plant Families (WCSP) (26 mai 2010) :
- genre Coriaria L. (1753)
  - Coriaria angustissima Hook.f. (1864)
  - Coriaria arborea Linds. (1868)
  - Coriaria japonica A.Gray, Mem. Amer. Acad. Arts, n.s. (1859)
  - Coriaria kingiana Colenso (1844)
  - Coriaria kweichovensis Hu (1936)
  - Coriaria lurida Kirk (1899)
  - Coriaria myrtifolia L. (1753)
  - Coriaria nepalensis Wall. (1832)
  - Coriaria plumosa W.R.B.Oliv. (1942)
  - Coriaria pottsiana W.R.B.Oliv. (1942)
  - Coriaria pteridoides W.R.B.Oliv. (1942)
  - Coriaria ruscifolia L. (1753)
  - Coriaria × sarlurida Cockayne & Allan (1927)
  - Coriaria × sarmangusta Allan (1927)
  - Coriaria terminalis Hemsl. (1892)

Selon NCBI (26 mai 2010) :
- genre Coriaria
  - Coriaria angustissima
  - Coriaria arborea
  - Coriaria intermedia
  - Coriaria japonica
  - Coriaria lurida
  - Coriaria microphylla
  - Coriaria myrtifolia
  - Coriaria nepalensis
  - Coriaria papuana
  - Coriaria ruscifolia
  - Coriaria sarmentosa
  - Coriaria terminalis
  - Coriaria sp. Fiji

### Famille desCoriariaceae
- (fr) Belles fleurs de France : Coriariaceae
- (en) Flora of China : Coriariaceae
- (en) Flora of Chile : Coriariaceae
- (en) Flora of Pakistan : Coriariaceae
- (en) World Checklist of Selected Plant Families (WCSP) : Coriariaceae
- (en) Angiosperm Phylogeny Website : Coriariaceae  (+ liste genres chez Kew Gardens)
- (en) DELTA Angio : Coriariaceae  DC.
- (en) Tree of Life Web Project : Coriariaceae
- (fr) Tela Botanica (France métro) : Coriariaceae
- (en) Paleobiology Database : Coriariaceae  de Candolle
- (fr + en) ITIS : Coriariaceae  DC.
- (en) NCBI : Coriariaceae (taxons inclus)
- (en) POWO :  Coriariaceae   DC.  (consulté le 8 octobre 2020)
- (en) GRIN : famille Coriariaceae  DC. (+liste des genres contenant des synonymes)

### GenreCoriaria
- (en) Flora of China : Coriaria
- (en) Flora of Chile : Coriaria
- (en) Flora of Pakistan : Coriaria
- (en) World Checklist of Selected Plant Families (WCSP) : Coriaria L. (1753)
- (fr) Tela Botanica (France métro) : Coriaria
- (en) NCBI : Coriaria (taxons inclus)
- (en) POWO :  Coriaria   L.  (consulté le 8 octobre 2020)
- (en) UICN : taxon  Coriaria  (consulté le 5 janvier 2023)
- (en) GRIN : genre Coriaria  L. (+liste d'espèces contenant des synonymes)